# 16997 Garrone
16997 Garrone (1999 CO32) là một tiểu hành tinh vành đai chính được phát hiện ngày 10 tháng 2 năm 1999 bởi nhóm nghiên cứu tiểu hành tinh gần Trái Đất phòng thí nghiệm Lincoln ở Socorro.